# Veckodag
Veckodagarna anger dagarnas eller dygnens namn och relativa ordning inom en vecka. 
I Sverige betyder måndag Månes dag, tisdag Tyrs dag, onsdag Odens dag, torsdag Tors dag, fredag Freja eller Friggs  dag, lördag lögurdagen, söndag Sunnas dag. Förutom lördag är alla veckodagarna uppkallade efter de fornnordiska gudarna. 
Veckodag, som inte är sön- eller helgdag, kallas på svenska vardag. Ett äldre ord för vardag är söckendag som ursprungligen betydde dag, då man kunde söka någon inför rätta. De fem första dagarna (måndag till fredag) räknas normalt som vardagar. Hur man räknar lördag varierar.  
Svenska banker brukar lösa motsättningarna mellan den juridiska formen och den vardagligt uppfattade formen med att använda termen bankdag. Det är då en helgfri måndag-fredag så vanliga bankärenden kan göras. Har man autogiro så dras räkningsbelopp oftast på en bankdag (helgfri måndag-fredag) och inte en juridisk vardag (helgfri måndag-lördag). Den reella förfallodagen för räkningar påverkas av vilka dagar som är bankdagar. 
I Nordeuropa brukar man räkna måndag som veckans första dag (följer ISO 8601). I Nordamerika och i katolska länder räknar man ofta söndagen som veckans första dag, i islamiskt dominerade länder är lördag veckans första dag.

## Historik
Den västerländska veckan med sina sju veckodagar började tidigt användas i det gamla Babylonien (Irak), varifrån den sedan spreds till folken runt östra Medelhavet och även till vissa delar av Asien.
Dagarna kopplades av grekerna till de sju himlakroppar som med blotta ögat kan ses röra sig över himlen – solen, månen och de fem planeter som var kända på den tiden. Den ordning i vilken dagarna kopplades till de himlakropparna (och motsvarande gudaväsen) tycks ha bestämts tidigt. De moderna västerländska veckodagarna fastställdes officiellt i ett dekret utfärdat av den romerska kejsaren Konstantin den store år 321, men deras inbördes ordning var då sedan länge etablerad och ursprunget till den redan då något oklar. En vanlig förklaring var att planeterna/gudarna ansågs härska över olika timmar på dygnet och utgående från detta även en viss dag (se nedan), men även andra förklaringar såsom hänvisning till ”sfärernas musik” finns. Romarna använde egentligen en åttadagarsvecka, troligen av etruskiskt ursprung, men övergick gradvis under 100/200-talet till sjudagarsveckan och slutligen i samband med Konstantins dekret 321.

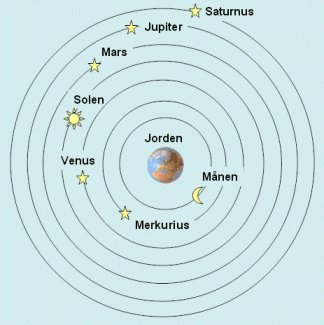
Antikens geocentriska världsbild

Veckodagarna som heptagram med sina planettecken.

Enligt den geocentriska världsbild som var förhärskande under antiken rörde sig himlakropparna i cirklar eller sfärer runt jorden. Den ordning man tidigt kom fram till kan ses i bilden till höger. Saturnus som ligger längst från jorden troddes röra sig i den yttersta cirkeln, medan månen som är närmast rörde sig i den innersta. 
Man föreställde sig att var och en av dessa himlakroppar härskade över olika timmar på dygnet i samma ordning som deras banor. Saturnus, vars bana låg längst ut, ansågs härska över den första timmen den första dagen och därefter kom de andra himlakropparna i tur och ordning. Efter sju timmar började man om från början så att Saturnus på nytt fick en timme och så vidare. Man fortsatte att dela ut timmar på detta sätt tills man efter sju dygn åter kom tillbaks till samma mönster med Saturnus härskande över den första timmen på dygnet.
Den himlakropp som härskade över den första timmen på dygnet ansågs sedan härska över hela dygnet och fick därmed ge namn åt det. 
| Timme | Saturnus dag | Solens dag | Månens dag | Mars dag  | Merkurius dag | Jupiters dag | Venus dag |
| ----- | ------------ | ---------- | ---------- | --------- | ------------- | ------------ | --------- |
| 1     | Saturnus     | Solen      | Månen      | Mars      | Merkurius     | Jupiter      | Venus     |
| 2     | Jupiter      | Venus      | Saturnus   | Solen     | Månen         | Mars         | Merkurius |
| 3     | Mars         | Merkurius  | Jupiter    | Venus     | Saturnus      | Solen        | Månen     |
| 4     | Solen        | Månen      | Mars       | Merkurius | Jupiter       | Venus        | Saturnus  |
| 5     | Venus        | Saturnus   | Solen      | Månen     | Mars          | Merkurius    | Jupiter   |
| 6     | Merkurius    | Jupiter    | Venus      | Saturnus  | Solen         | Månen        | Mars      |
| 7     | Månen        | Mars       | Merkurius  | Jupiter   | Venus         | Saturnus     | Solen     |
| 8     | Saturnus     | Solen      | Månen      | Mars      | Merkurius     | Jupiter      | Venus     |
| 9     | Jupiter      | Venus      | Saturnus   | Solen     | Månen         | Mars         | Merkurius |
| 10    | Mars         | Merkurius  | Jupiter    | Venus     | Saturnus      | Solen        | Månen     |
| 11    | Solen        | Månen      | Mars       | Merkurius | Jupiter       | Venus        | Saturnus  |
| 12    | Venus        | Saturnus   | Solen      | Månen     | Mars          | Merkurius    | Jupiter   |
| 13    | Merkurius    | Jupiter    | Venus      | Saturnus  | Solen         | Månen        | Mars      |
| 14    | Månen        | Mars       | Merkurius  | Jupiter   | Venus         | Saturnus     | Solen     |
| 15    | Saturnus     | Solen      | Månen      | Mars      | Merkurius     | Jupiter      | Venus     |
| 16    | Jupiter      | Venus      | Saturnus   | Solen     | Månen         | Mars         | Merkurius |
| 17    | Mars         | Merkurius  | Jupiter    | Venus     | Saturnus      | Solen        | Månen     |
| 18    | Solen        | Månen      | Mars       | Merkurius | Jupiter       | Venus        | Saturnus  |
| 19    | Venus        | Saturnus   | Solen      | Månen     | Mars          | Merkurius    | Jupiter   |
| 20    | Merkurius    | Jupiter    | Venus      | Saturnus  | Solen         | Månen        | Mars      |
| 21    | Månen        | Mars       | Merkurius  | Jupiter   | Venus         | Saturnus     | Solen     |
| 22    | Saturnus     | Solen      | Månen      | Mars      | Merkurius     | Jupiter      | Venus     |
| 23    | Jupiter      | Venus      | Saturnus   | Solen     | Månen         | Mars         | Merkurius |
| 24    | Mars         | Merkurius  | Jupiter    | Venus     | Saturnus      | Solen        | Månen     |

## Veckodagarna på olika språk
I många språk är en del av veckodagsnamnen härledda från räkneord. På vilken dag startpunkten ligger varierar. På arabiska är söndag nummer ett (Aḥad), måndag nummer två (Ithnain), tisdag nummer tre (thalāthā), onsdag nummer fyra (arbiʿā), och torsdag nummer fem (ẖamīs) men fredag är inte räkneord. På swahili är lördag nummer ett, på portugisiska söndag, och på kinesiska måndag. Även ryskan kan sägas starta med måndag, även om det kommer till uttryck bara i namnen på tisdag, torsdag och fredag.
Veckodagsnamnen i europeiska språk har präglats av de tidigare romerska planet- och gudanamnen. I germanska språk byttes gudanamnen i de flesta fall ut mot närmast motsvarande germanska gudaväsen. Söndag, efter Sol Indiges eller Sol Invictus (solens gud) i romersk mytologi),, motsvarar den germanska Sol, en asynja, måndag efter Luna, som motsvarar Måne, som var månens gud, Mars blev Tyr (tisdag), Merkurius blev Oden (Woden) (onsdag), Jupiter blev Tor (torsdag) och Venus blev Frigg eller Freja (fredag). En dag uppkallades efter badet (efter den fornsvenska traditionen att bada; löga sig, från urgermanskans laugō - 'vatten, vattenfall', på denna dag, lögardagen). Motsvarande dag heter på engelska Saturday, som i romarriket var guden Saturnus dag. 
I början av medeltiden beslutade kyrkan att byta alla latinska veckodagar: Söndag var "första dagen". Måndag-fredag blev andra-sjätte dagen och lördag blev Sabbatsdagen och Guds dag. I de flesta romanska språk behöll man i dagligt tal romersk måndag-fredag och behöll den kristna lördag/söndag. I Norden och på Brittiska öarna behölls alla veckodagarna medan tyskan har spår av det tidigare systemet.
Veckodagarna i Fjärran östern har relaterats till planeter enligt samma system som i Rom. De har fått namn efter de egenskaper och namn himlakropparna hade i de asiatiska kulturerna, vilka inte direkt motsvarade Västerlandets gudaväsens.

## Veckodagarna i olika religioner
I islam säger Koranen att Gud har skapat världen inom sex "dagar" det vill säga "ayam" (أيام) på arabiska, men "ayam" betyder inte alltid de jordiska dagarna utan här menar man sex perioder. Inom bahá'i har veckodagarna namn efter Guds egenskaper (fullkomlighet, nåd, rättvisa, majestät, oberoende, härlighet och skönhet).